# Seega
Seega è una frazione del comune tedesco di Kyffhäuserland.

## Geografia fisica
È baganato dal fiume Wipper, affluente della Unstrut.